# لی لای-شان
لی لای-شان (انگلیسی: Lee Lai-shan؛ زادهٔ ۵ سپتامبر ۱۹۷۰) قایقران قایق بادبانی اهل هنگ کنگ است.
از افتخارات وی میتوان به کسب مدال طلا در بازی‌های المپیک تابستانی ۱۹۹۶ اشاره کرد.